# Glanville
Glanville – miejscowość i gmina we Francji, w regionie Normandia, w departamencie Calvados.
Według danych na rok 1990 gminę zamieszkiwały 133 osoby, a gęstość zaludnienia wynosiła 21 osób/km² (wśród 1815 gmin Dolnej Normandii Glanville plasuje się na 753. miejscu pod względem liczby ludności, natomiast pod względem powierzchni na miejscu 776.).